# Tieling
Tieling (cinese: 铁岭; pinyin: Tiělíng) è una città-prefettura della Cina nella provincia del Liaoning.